# کامیشی
کامیشی (به لاتین: Kamyshi) یک منطقهٔ مسکونی در روسیه است که در سرزمین آلتای واقع شده‌است.